# Pseudopostega kempella
Pseudopostega kempella là một loài bướm đêm thuộc họ Opostegidae. It known only from the type locality of Key Largo ở miền nam Florida.
Chiều dài cánh trước là 1.8-2.5 mm. Con trưởng thành bay vào tháng 10 và tháng 11.